# Oblast de Tchernivtsi
L’oblast de Tchernivtsi (en ukrainien : Чернівецька область, Tchernivets’ka oblast’ et en roumain : Regiunea Cernăuți) ou oblast de Tchernovitsy (en russe : Черновицкая область, Tchernovitskaïa oblast) est une subdivision administrative de l'Ukraine occidentale.
Sa capitale est la ville de Tchernivtsi ou Tchernovitsy. Il compte 0,9 million d'habitants en 2021. C'est le plus petit oblast d’Ukraine par sa superficie et sa population.

## Géographie

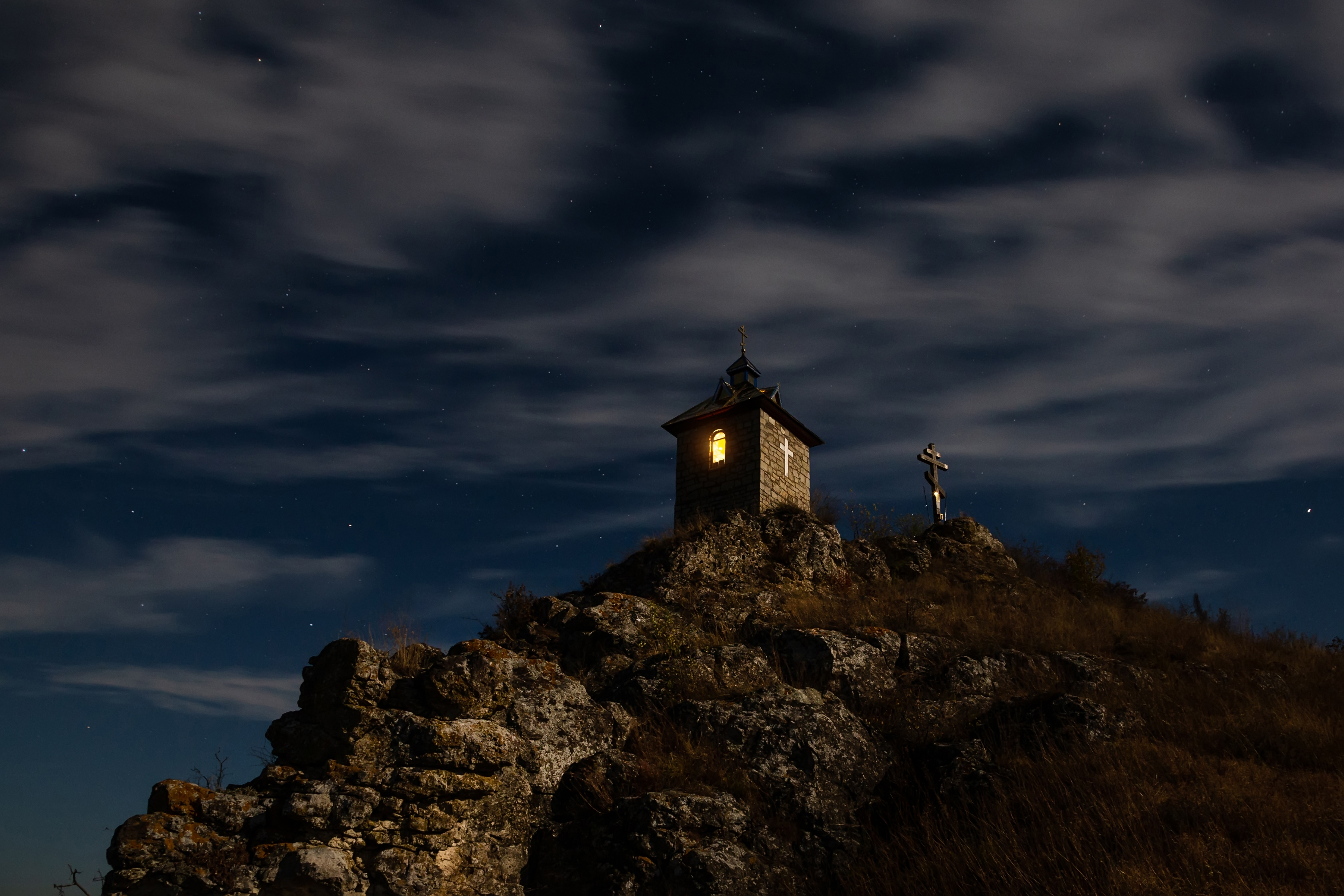
Une chapelle en montagne dans les collines coniques, une formation géologique dans l'oblast de Tchernivtsi. Octobre 2019.

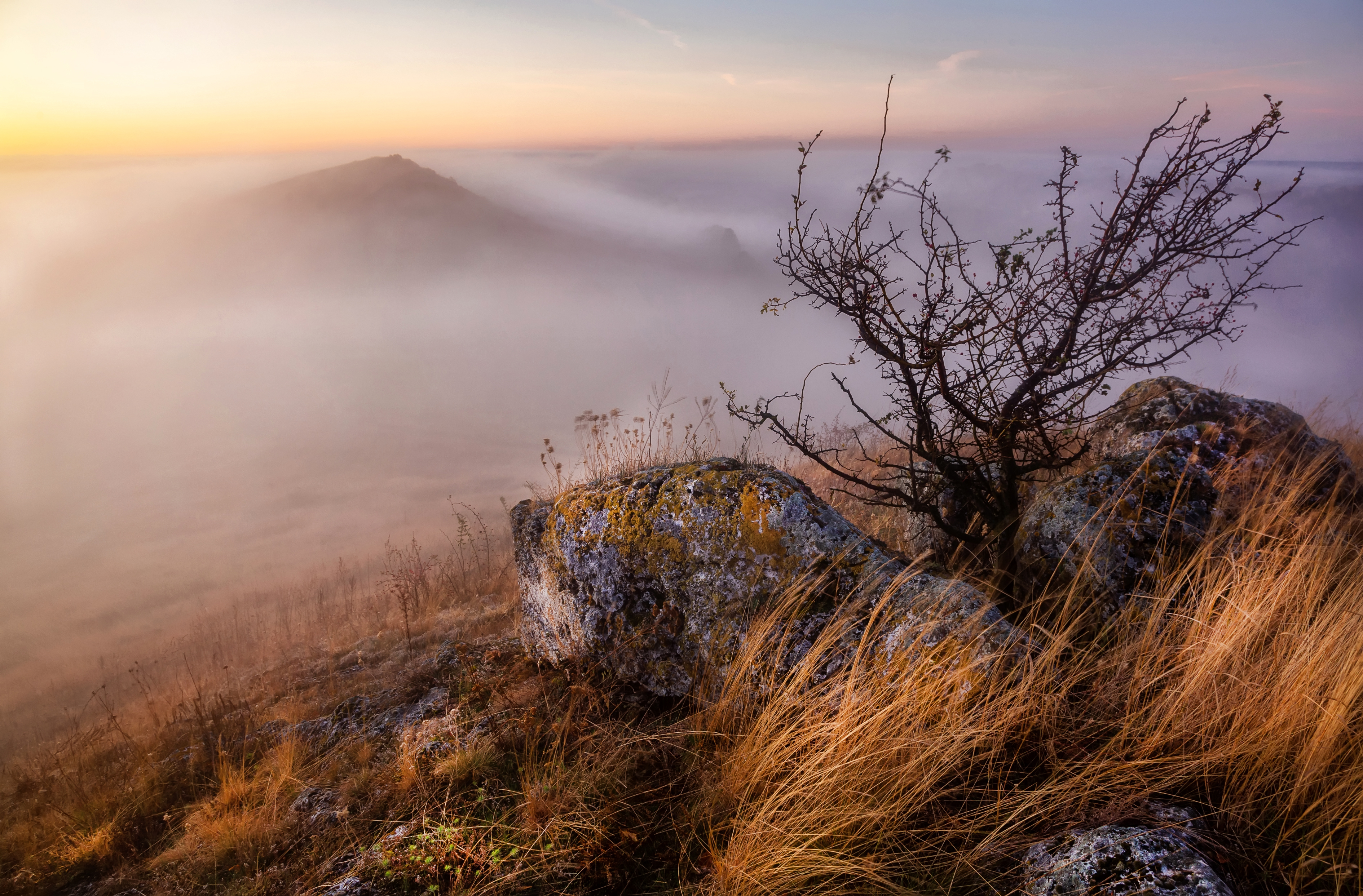
Шишкові горби, une formation géologique dans l'oblast de Tchernivtsi, ici près du village de Грушівці. Octobre 2019.

L'oblast de Tchernivtsi s'étend sur 8 097 km2 et présente une grande diversité de paysages : montagnes des Carpates orientales dominant une région de collines pittoresques, qui s'abaisse progressivement en une large plaine partiellement couverte de forêts, entre le Dniestr et le Prout. Il accueille le parc national de Verkhovyna.
L'oblast de Tchernivtsi est limité à l'ouest et au nord par l'oblast d'Ivano-Frankivsk, au nord par les oblasts de Ternopil et de Khmelnitski, à l'est par l'oblast de Vinnytsia, au sud-est par la Moldavie et au sud par la Roumanie. 
L'oblast de Tchernivtsi couvre :
- le nord de la région historique de la Bucovine

La Bucovine ou Bucovina en roumain  (également connue sous le nom de Bukowina ou Buchenland en allemand) est le territoire adossé aux Carpates orientales et qui comprend les plaines avoisinantes. C'est le Pays d'en Haut de la Moldavie qui est aujourd'hui séparé en deux parties "nord" et "sud", qui appartiennent respectivement à l'oblast de Tchernivtsi et au județ de Suceava en Roumanie. Elle possède le Parc national de la Tcheremoch.
- la région de Herța

La région de Herța (en ukrainien : Край Герца, Kraï Hertsa ; en roumain : Ținutul Herța) est le territoire de la subdivision administrative d'Ukraine du raïon de Herta, dans le sud de l'oblast, à la frontière roumaine.
- la partie nord de la Bessarabie (autour de Khotyn)

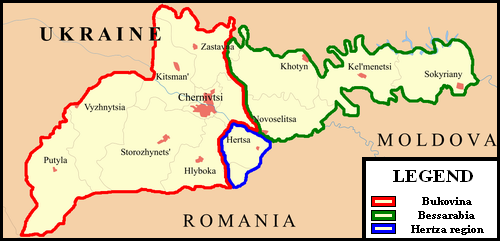
Les régions historiques de l'oblast de Tchernivtsi

## Histoire
Après son annexion par l'Union soviétique en 1940, à la suite du Pacte germano-soviétique, ce territoire auparavant roumain est rattaché à la République socialiste soviétique d’Ukraine et l'oblast de Tchernivtsi est fondée le 9 août 1940.
Ce territoire est repris par la Roumanie de 1941 à 1944, après l'attaque des forces de l'Axe contre l'Union soviétique.
L'Armée rouge le reprend en 1944. Le statut du territoire est formalisé par le traité de Paris (1947).

## Population

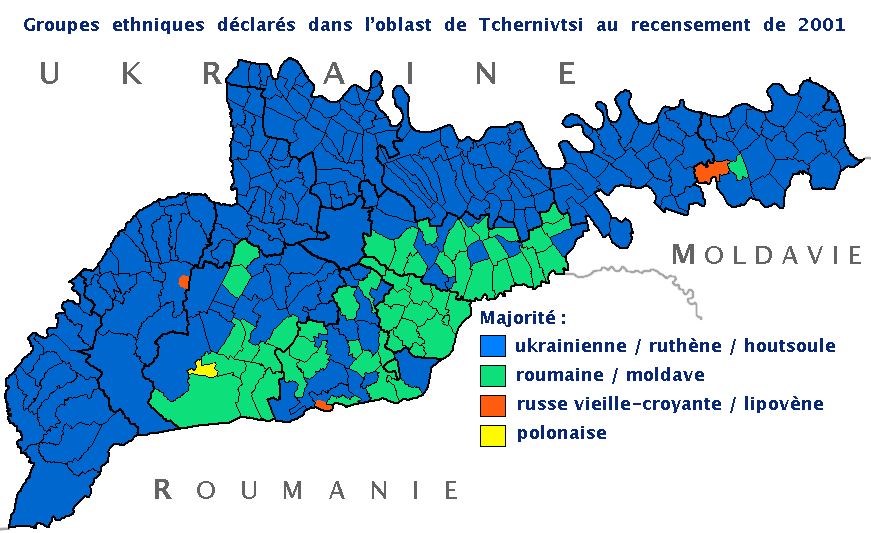
Groupes ethniques de l'Oblast de Tchernivtsi (2001) : ukrainophones en bleu, roumanophones en vert, polonais en jaune et vieux-croyants en rouge.

### Démographie
Recensements (*) ou estimations de la population :
| 1959*   | 1970*   | 1979*   | 1989*   |
| ------- | ------- | ------- | ------- |
| 774 121 | 844 887 | 889 930 | 938 029 |

| 2001*   | 2013    | 2014    | 2015    |
| ------- | ------- | ------- | ------- |
| 922 817 | 907 163 | 908 508 | 909 965 |

| 2021    | - | - | - |
| ------- | - | - | - |
| 896 566 | - | - | - |

| Année | Population | Naissances annuelles | Décès annuels | Solde naturel annuel | Taux de natalité (‰) | Taux de mortalité (‰) | Solde naturel (‰) | Indice de fécondité |
| ----- | ---------- | -------------------- | ------------- | -------------------- | -------------------- | --------------------- | ----------------- | ------------------- |
| 1990  | 938 500    | 13 929               | 10 379        | 3 550                | 14,8                 | 11,0                  | 3,8               | 2,04                |
| 1991  | 938 600    | 13 785               | 11 054        | 2 731                | 14,7                 | 11,8                  | 2,9               | 2,02                |
| 1992  | 940 500    | 13 184               | 11 271        | 1 913                | 14,0                 | 12,0                  | 2,0               | 1,92                |
| 1993  | 945 800    | 12 430               | 11 527        | 903                  | 13,1                 | 11,1                  | 0,9               | 1,81                |
| 1994  | 946 800    | 12 084               | 11 793        | 291                  | 12,8                 | 12,5                  | 0,3               | 1,75                |
| 1995  | 945 400    | 11 765               | 12 003        | -238                 | 12,4                 | 12,7                  | -0,3              | 1,71                |
| 1996  | 945 400    | 11 417               | 12 072        | -655                 | 12,1                 | 12,8                  | -0,7              | 1,66                |
| 1997  | 942 800    | 10 839               | 11 844        | -1 005               | 11,5                 | 12,6                  | -1,1              | 1,58                |
| 1998  | 939 800    | 10 529               | 11 315        | -786                 | 11,2                 | 12,1                  | -0,9              | 1,55                |
| 1999  | 936 600    | 9 728                | 11 767        | -2 039               | 10,4                 | 12,6                  | -0,2              | 1,43                |
| 2000  | 932 300    | 9 353                | 11 642        | -2 289               | 10,1                 | 12,5                  | -2,4              | 1,37                |
| 2001  | 927 900    | 8 960                | 11 696        | -2 736               | 9,7                  | 12,6                  | -2,9              | 1,31                |
| 2002  | 922 187    | 9 043                | 12 092        | -3 049               | 9,8                  | 13,1                  | -3,3              | 1,29                |
| 2003  | 918 450    | 9 108                | 12 490        | -3 382               | 9,9                  | 13,6                  | -3,7              | 1,30                |
| 2004  | 914 588    | 9 711                | 11 958        | -2 247               | 10,6                 | 13,1                  | -2,5              | 1,33                |
| 2005  | 911 491    | 9 887                | 12 870        | -2 983               | 10,9                 | 14,1                  | -3,2              | 1,38                |
| 2006  | 908 164    | 10 161               | 12 258        | -2 097               | 11,2                 | 13,5                  | -2,3              | 1,40                |
| 2007  | 906 272    | 10 029               | 12 386        | -2 357               | 11,1                 | 13,7                  | -2,6              | 1,40                |
| 2008  | 904 527    | 11 067               | 12 194        | -1 127               | 12,2                 | 13,5                  | -1,3              | 1,46                |
| 2009  | 904 060    | 11 050               | 11 665        | -615                 | 12,2                 | 12,9                  | -0,7              | 1,53                |
| 2010  | 904 371    | 11 032               | 11 761        | -729                 | 12,2                 | 13,0                  | -0,8              | 1,53                |
| 2011  | 904 277    | 11 281               | 11 192        | 89                   | 12,5                 | 12,4                  | 0,1               | 1,58                |
| 2012  | 905 264    | 11 592               | 11 321        | 271                  | 12,8                 | 12,5                  | 0,3               | 1,64                |
| 2013  | 907 163    | 11 465               | 11 520        | -55                  | 12,6                 | 12,7                  | -0,1              | 1,63                |
| 2014  | 908 508    | 11 679               | 11 619        | 60                   | 12,8                 | 12,8                  | 0,0               | 1,68                |
| 2015  | 909 965    | 10 657               | 11 725        | -1 068               | 11,7                 | 12,9                  | -1,2              | 1,56                |
| 2016  | 909 893    | 10 226               | 11 513        | -1 287               | 11,3                 | 12,7                  | -1,4              | 1,52                |
| 2017  | 908 120    | 9 433                | 11 216        | -1 783               | 10,4                 | 12,4                  | -2,0              | 1,43                |
| 2018  | 906 701    | 8 710                | 11 259        | -2 549               | 9,6                  | 12,4                  | -2,8              | 1,34                |

### Structure par âge
0-14 ans: 17.4%  (hommes 80 748/femmes 75 966)
15-64 ans: 68.4%  (hommes 299 259/femmes 317 139)
65 ans et plus: 14.2%  (hommes 44 570/femmes 83 627) (2019 officiel)

### Âge médian
total: 38,2 ans 
homme: 35.9 ans 
femme: 40.5 ans  (2019 officiel)

### Nationalités
Selon les résultats du recensement ukrainien de 2001, les principales nationalités de l'oblast de Tchernivtsi étaient les suivantes :
- Ukrainien : 75,0 %
- Roumanophones : 19,8 %
- Russes : 4,1 %

Les autres nationalités représentent moins de 1,1 % de la population de l'oblast.

### Villes principales
Principales villes et communes urbaines (*) de l'oblast de Tchernivtsi au 1er janvier 2010  :
| Nom français   | Nom ukrainien   | Nom russe      | Nom roumain             | Population |
| -------------- | --------------- | -------------- | ----------------------- | ---------- |
| Tchernivtsi    | Чернівці        | Черновцы       | Cernăuți                | 251 776    |
| Storojynets    | Сторожинець     | Сторожинец     | Strășineț ou Storojineț | 14 462     |
| Novodnistrovsk | Новодністровськ | Новоднестровск | —                       | 10 621     |
| Khotyn         | Хотин           | Хотин          | Hotin                   | 10 129     |
| Krasnoïlsk *   | Красноïльськ    | Красноильск    | Crasna Ilschii          | 9 612      |
| Sokyriany      | Сокиряни        | Сокиряны       | Secureni Târg           | 9 606      |
| Hlyboka *      | Глибока         | Глубокая       | Adâncata                | 9 298      |
| Zastavna       | Заставна        | Заставна       | Zastavna                | 8 214      |
| Novosselytsia  | Новоселиця      | Новоселица     | Sulița Nouă             | 7 973      |
| Berehomet *    | Берегомет       | Берегомет      | Berhomete pe Siret      | 7 782      |
| Kelmentsi *    | Кельменці       | Кельменцы      | Chelmenăuți             | 7 581      |
| Kitsman        | Кіцмань         | Кицмань        | Cozmeni                 | 7 034      |
| Vachkivtsi *   | Вашківці        | Вашковцы       | Vășcăuți                | 5 506      |